# Hindolveston
Hindolveston är en ort och civil parish i Storbritannien.   Den ligger i grevskapet Norfolk och riksdelen England, i den sydöstra delen av landet, 160 km nordost om huvudstaden London. Hindolveston ligger 66 meter över havet och antalet invånare är 505.
Terrängen runt Hindolveston är platt. Runt Hindolveston är det ganska tätbefolkat, med 116 invånare per kvadratkilometer. Närmaste större samhälle är East Dereham, 16,6 km söder om Hindolveston. Trakten runt Hindolveston består till största delen av jordbruksmark.